# اولگا بیسرا
بیسرا ووکوتیچ (سیریلیک صربی: Бисера Вукотић؛ زادهٔ ۲۶ مهٔ ۱۹۴۴) با نام هنری اولگا بیسرا بازیگر یوگسلاوی‌الاصل اهل ایتالیا است.
از فیلم‌ها یا برنامه‌های تلویزیونی که وی در آن نقش داشته‌است، می‌توان به یک بار دیگر پیش از رفتنمان، خوش به‌حال پولداران، جاسوسی که دوستم داشت، اولین شب آرامش، سنبله، ثور، جدی و زنان زندانی بند ۷ اشاره کرد.